# Ital Styling
Ital Styling war ein kurzlebiges italienisches Designstudio, das Giorgetto Giugiaro in den Jahren 1967 und 1968 in Turin betrieb. In dieser Zeit entstanden einige Entwürfe für Automobilkarosserien, die jedoch mit einer Ausnahme nicht in die Serienproduktion übernommen wurden. 1968 gründete Giugiaro das Nachfolgeunternehmen Italdesign, das seit den 1970er-Jahren zu den führenden italienischen Designstudios gehört.

## Unternehmensgeschichte

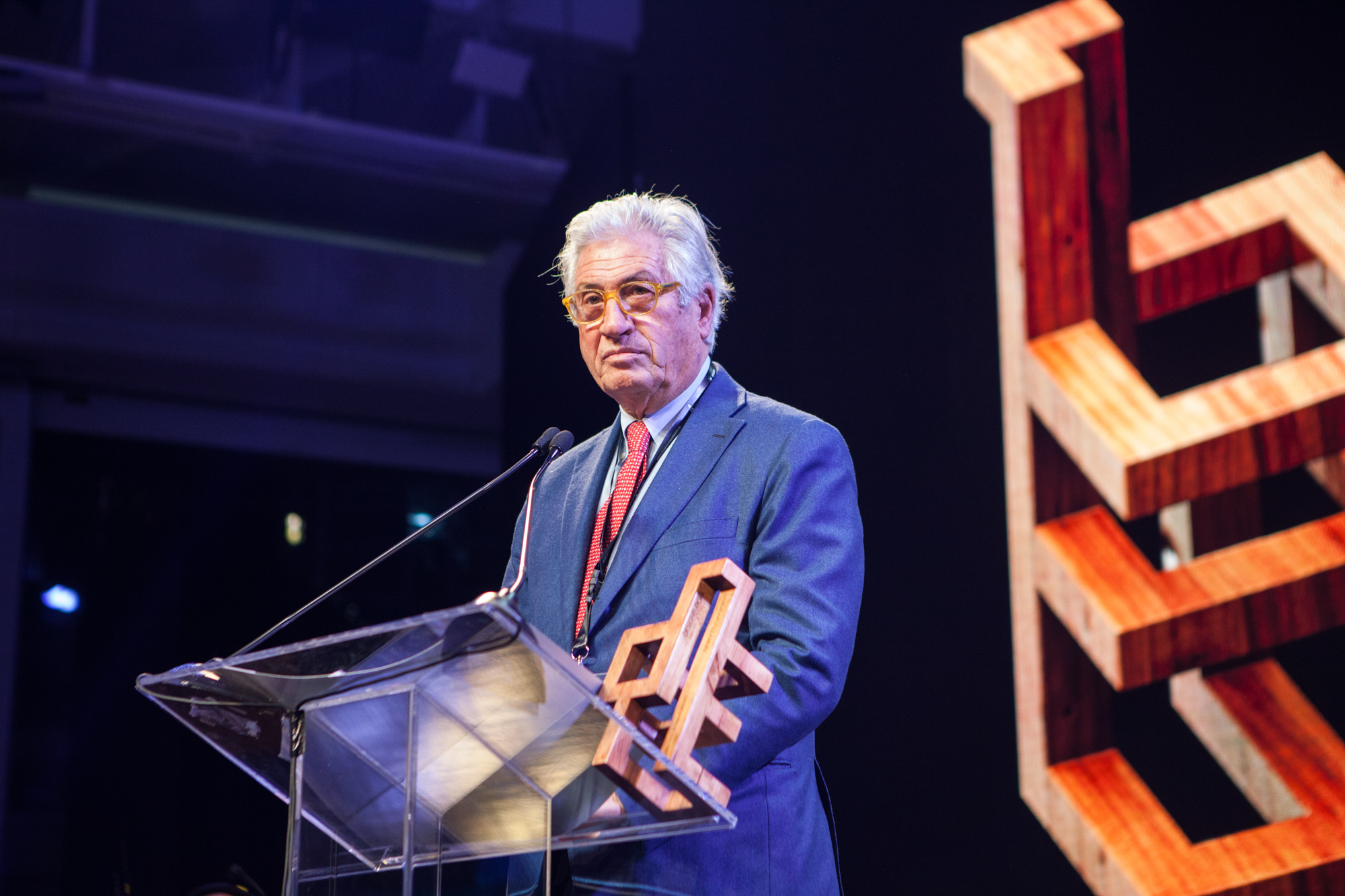
Giorgetto Giugiaro (2016)

Der 1938 geborene Industriedesigner Giorgetto Giugiaro übernahm 1959 als Nachfolger Franco Scagliones die Leitung der Designabteilung des Turiner Karosseriebauunternehmens Bertone. 1965 wechselte er zum Konkurrenten Ghia, der kurz darauf in wirtschaftliche und unternehmerische Schwierigkeiten geriet. Es kam zu mehreren Eigentümerwechseln. Auf einen ehemaligen dominikanischen Militärmachthaber folgte 1967 das US-amerikanische Unternehmen Rowan Controller, dessen Inhaber Amory Haskell seinen Schwager, den argentinisch-italienischen Rennfahrer und Automobilhersteller Alejandro de Tomaso, als Geschäftsführer einsetzte. Je nach Quelle kurz vor oder kurz nach der Übernahme durch De Tomaso gab Giugiaro seine Anstellung bei Ghia auf und gründete Ital Styling mit Sitz in Turin. Teilweise wird behauptet, der für seine Jähzornigkeit bekannte De Tomaso habe Giugiaro „zum Gehen veranlasst“. Ital Styling war eng mit Ghia verbunden; die meisten Projekte waren Auftragsarbeiten für Ghia. Im Herbst 1967 arbeitete auch der US-amerikanische Designer Tom Tjaarda vorübergehend für das Unternehmen, bevor er Designchef bei Ghia wurde und damit Giugiaros frühere Rolle einnahm.
Beeinflusst durch die Arbeit für Isuzu, war Giugiaro in der zweiten Hälfte des Jahres 1967 bemüht, künftig nicht nur Dienstleistungen im Bereich des Designs anzubieten, sondern auch weitergehende Konstruktionsarbeiten. Anlass hierfür war die sich abzeichnende Beteiligung Giugiaros an der Entwicklung des Kompaktwagens Alfasud. Um das notwendige technische Know-how sicherzustellen, verband sich Giugiaro mit Aldo Mantovani, der 20 Jahre lang Produktionsleiter bei Fiat gewesen war. Gemeinsam gründeten sie im Februar 1968 das Unternehmen SIRP (Stidi Italiani Realizzazione Prototipi S.p.A.), das noch im gleichen Jahr in Ital Design umfirmierte und auf dem Turiner Autosalon 1968 mit dem Bizzarrini Manta sein erstes Show Car ausstellte.
Ital Design wurde zu einem der bedeutendsten Designstudios weltweit. Ab 2010 verkaufte Giugiaro seine Anteile schrittweise an den Volkswagen-Konzern. Seit 2015 betreibt er zusammen mit seinem Sohn Fabrizio in Moncalieri das Unternehmen GFG Progetti, das vor allem für asiatische Auftraggeber Konzeptfahrzeuge entwickelt.

## Projekte von Ital Styling

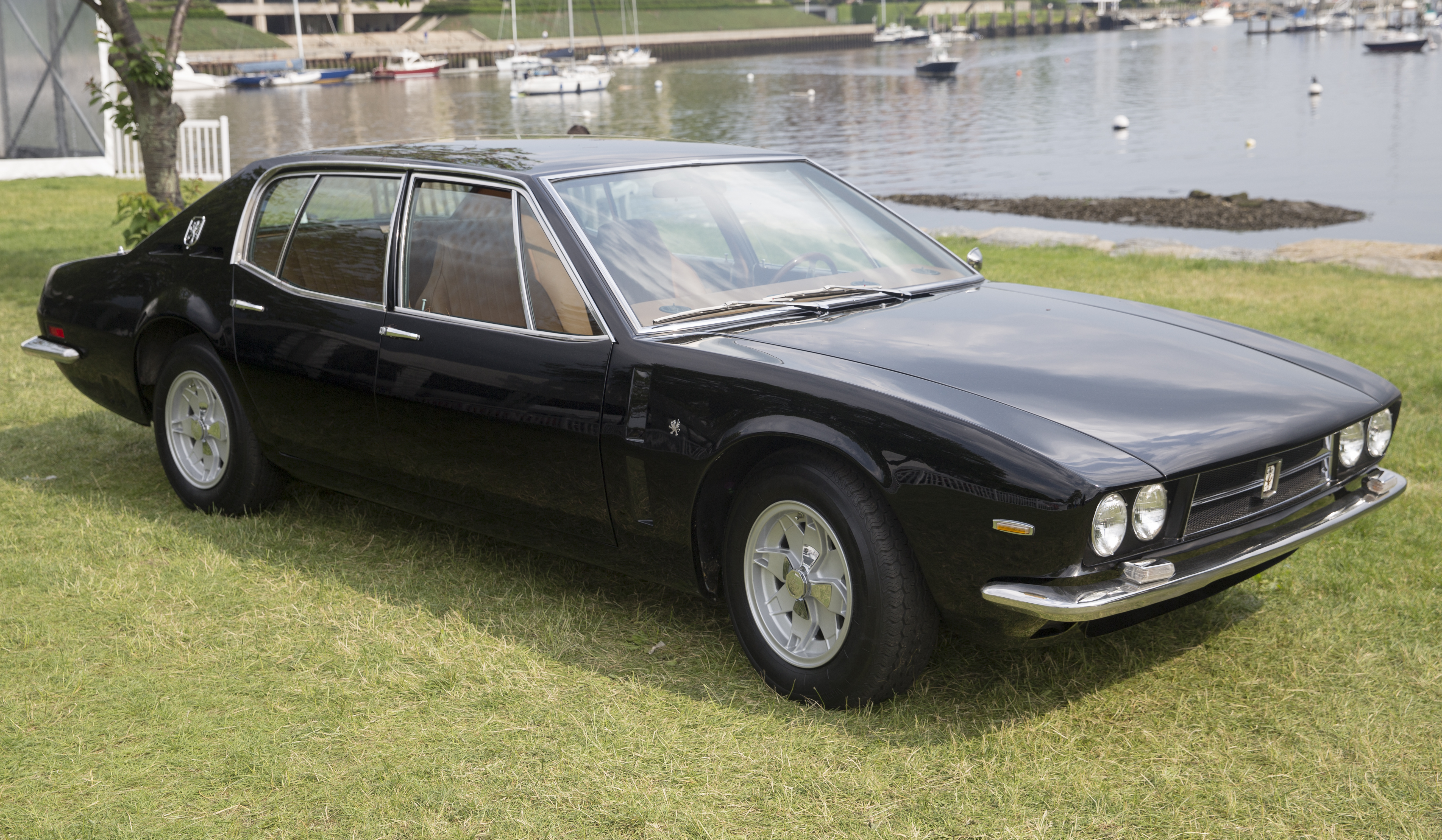
Bei Ital Styling für Ghia entworfen: Iso Fidia

Das erste Projekt von Ital Styling war die Serienvorbereitung des Isuzu 117. Die Fließheckkarosserie des Coupés hatte Giugiaro noch während seiner Zeit bei Ghia entworfen. Aus Kapazitätsgründen gelang es Isuzu nicht, den Entwurf für die Serienproduktion umzusetzen; die Aufgabe wurde stattdessen Giugiaros Unternehmen übertragen. Parallel zu diesem Prozess führte Ital Styling im Laufe des Jahres 1967 einzelne Designaufträge als Subunternehmer für Ghia aus. Zu den Arbeiten Ital Stylings, die formal der Carrozzeria Ghia zugeschrieben werden, gehören das Show Car Maserati Simun und das Konzeptfahrzeug Checker Centurion, dessen Gestaltung maßgeblich auf Tom Tjaarda zurückging. Ein weiteres Giugiaro-Design der Ital-Styling-Ära ist die Karosserie des Rowan Ghia, eines kleinen Elektrofahrzeugs, dessen Entwicklung von Ghias seinerzeitigem Eigentümer Rowan Controller finanziert wurde. Das bekannteste Projekt von Ital Styling ist die Karosserie der viertürigen Limousine Iso Fidia, die wiederum im Auftrag Ghias entstand. Der Fidia, der mit dem Maserati Quattroporte konkurrierte, war im Segment der luxuriösen Sportlimousinen angesiedelt und wurde sinngemäß als schnellste Limousine der Welt beworben. Er ist der einzige Entwurf von Ital Styling, der unmittelbar in eine Serienproduktion mündete; in sechs Jahren entstanden fast 200 Exemplare des Fidia.